# Giacomo Cavalieri
Giacomo Cavalieri (ur. w 1565 w Rzymie, zm. 28 stycznia 1629 w Tivoli) – włoski kardynał.

## Życiorys
Urodził się w 1565 roku w Rzymie, jako syn Giacoma Cavalieriego i Diany Santori. Studiował prawo, a następnie został referendarzem Trybunału Obojga Sygnatur, audytorem Roty Rzymskiej i datariuszem Jego Świątobliwości. 19 stycznia 1626 roku został kreowany kardynałem prezbiterem i otrzymał kościół tytularny Sant’Eusebio. Zmarł 28 stycznia 1629 roku w Tivoli.